# Port Arthur (Texas)

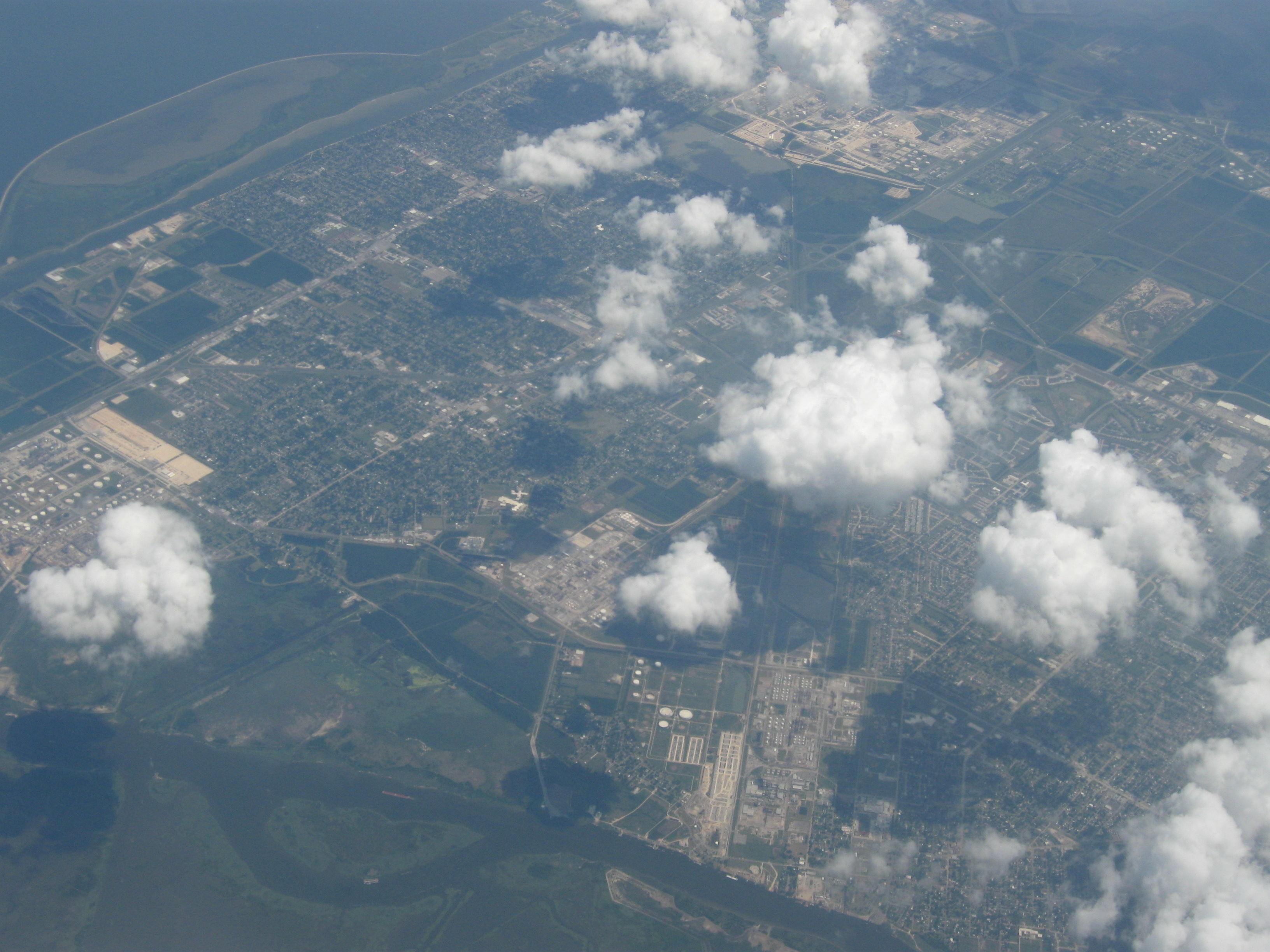
Luchtfoto

Port Arthur is een plaats (city) in de Amerikaanse staat Texas, en valt bestuurlijk gezien onder Jefferson County en Orange County. De stad is een belangrijk centrum van aardolieraffinage.

## Geschiedenis
De plaats ontstond in 1895 als eindhalte van de Kansas City, Pittsburg and Gulf Railroad. Intiatiefnemer van deze spoorlijn tussen Kansas City en de Golf van Mexico was Arthur E. Stilwell. Hij koos aanvankelijk Sabine Pass als eindpunt maar omdat hij geen vergelijk vond met de New Yorkse bankiers die het merendeel van het land in Sabine Pass bezaten, besliste hij een nieuwe havenstad te bouwen op de westelijke oever van Sabine Lake. In 1898 kreeg Port Arthur een gemeentebestuur. Tussen 1897 en 1899 werd een kanaal gegraven door het ondiepe meer om vaartuigen tot Port Arthur te laten varen. In de volgende jaren werd de toegang tot de zee verbeterd onder leiding van Wall Street-miljonair John W. Gates die de nieuwe financier van het project werd. Het Sabine-Neches Canal werd verdiept en verlengd.
In 1901 begon de olieboom in de regio en Port Arthur werd met pijpleidingen verbonden met de olievelden. In Port Arthur kwamen er olieraffinaderijen en in 1914 bezat de plaats de op een na grootste raffinagecapaciteit van de Verenigde Staten. En de haven werd de op elf na grootste exporthaven van het land. In 1950 telde Port Arthur vijf olieraffinaderijen die 12.000 mensen tewerkstelden.

## Demografie
Tussen 1900 en 1910 groeide de bevolking van 900 tot 7.663. In 1930 waren er dit al 50.902. Bij de volkstelling in 2000 werd het aantal inwoners vastgesteld op 57.755.
In 2006 is het aantal inwoners door het United States Census Bureau geschat op 55.745, een daling van 2010 (-3.5%).

## Geografie
Volgens het United States Census Bureau beslaat de plaats een oppervlakte van 372,4 km², waarvan 214,8 km² land en 157,6 km² water. De stad is gelegen aan aan de Bayou Neches en aan Sabine Lake en is zo verbonden met de Golf van Mexico.
De State Highway 87 loopt door Port Arthur. De Neches River Rainbow Bridge (1931) op deze weg verbindt Port Arthur met Orange. En de Gulfgate-brug (gebouwd in de jaren 1960) verbindt Port Arthur met de Sabine Lake Causeway naar Louisiana.

## Geboren in Port Arthur
- Babe Zaharias (1911-1956), atlete en golfspeelster
- Evelyn Keyes (1916-2008), actrice
- Robert Rauschenberg (1925-2008), kunstenaar (popart)
- Janis Joplin (1943-1970), zangeres
- Mike Rabon (1943-2022), zanger, gitarist en songwriter
- Amy Acuff (1975), atlete